# Форос (податок)
Фо́рос (грец. φόρος) — грошовий податок у Стародавній Греції, яким обкладались поліси-члени Першого Афінського морського союзу (або Делоського союзу) в період 477—413 до н. е. для покриття загальних військових витрат. 
Загальна сума форосу зростала в часі: первісно 477 до н. е. вона становила 460 талантів, пізніше 437 до н. е. — 600 талантів, згодом 425 до н. е. — 1300 талантів. Форос вносився щорічно до свята Великих Діонісій. 
Фактично більшість коштів поступали безпосередньо в Стародавні Афіни, оскільки скарбниця Делоського союзу була перенесена з Делоса до Афін. Таким чином Афіни збільшили свою військову міць, у результаті чого стали панівною державою на чолі союзу, перебравши в свої руки й союзну владу. 
Стягнення форосу з союзників, обмеження вільної торгівлі на морі, каральні експедиції, клерухії — все це викликало у союзників обурення і бажання звільнитись від зобов'язань. З цих причин 431 до н. е. почалась наймасштабніша війна в історії Стародавньої Греції — Пелопоннеська війна.